# بخش امپفاوا
بخش امپفاوا (به لاتین: Amphawa District) یک سکونتگاه مسکونی در تایلند است که در ساموت سونگخرام واقع شده‌است.

## خصوصیات
بخش امپفاوا ۱۷۰٫۱۶۴ کیلومترمربع مساحت و ۵۷٬۱۶۱ نفر جمعیت دارد.